# Jorhonjärvi
Jorhonjärvi är en sjö i kommunen Ilomants i landskapet Norra Karelen i Finland. Den är 1,8 meter djup. Arean är 39 hektar och strandlinjen är 3,12 kilometer lång. Sjön  ingår i Vuoksens huvudavrinningsområde.   Den ligger omkring 78 kilometer nordöst om Joensuu och omkring 450 kilometer nordöst om Helsingfors. 